# Kto zabił moją córkę?
Kto zabił moją córkę? (ang. Someone She Knows) – dramat przedstawiający zabójstwo małej dziewczynki i losy śledztwa prowadzonego przez jej matkę wraz z sąsiadem Frankiem Mayfieldem, byłym policjantem.

## Główne role
- Markie Post - Laurie Philips
- Gerald McRaney - Frank Mayfield
- Jeffrey Nordling - Greg Philips
- Spencer Garrett - Porucznik Harry Kramer
- Sharon Lawrence - Sharon
- Harold Sylvester - Porucznik Jack Emery
- Phillip Van Dyke - Cash Gardner
- Jamie Renée Smith - Brandy Gardner
- Sarah Freeman - Marilee Philips
- Alma Beltran - Thelma Lambeth
- Jeff Doucette - Zastępca Olsen
- L.A. Sargant - Randy Kimble